# Slovakien i olympiska sommarspelen 2000
Slovakien deltog i de olympiska sommarspelen 2000 med en trupp bestående av 108 deltagare, 81 män och 27 kvinnor, och de tog totalt fem medaljer.

## Medaljer

### Guld
- Pavol Hochschorner och Peter Hochschorner - Kanotsport, C-2 slalom

### Silver
- Martina Moravcová - Simning, 200 m frisim
- Martina Moravcová - Simning, 100 m fjäril
- Michal Martikán - Kanotsport, C-1 slalom

### Brons
- Juraj Minčík - Kanotsport, C-1 slalom

## Basket
Damer
Gruppspel
| Lag        | Vinster | Förluster | PF  | PA  | Poäng |
| ---------- | ------- | --------- | --- | --- | ----- |
| Australien | 5       | 0         | 394 | 274 | 10    |
| Frankrike  | 4       | 1         | 338 | 287 | 9     |
| Brasilien  | 2       | 3         | 358 | 353 | 7     |
| Slovakien  | 2       | 3         | 294 | 282 | 7     |
| Kanada     | 2       | 3         | 313 | 317 | 7     |
| Senegal    | 0       | 5         | 199 | 383 | 5     |

Slutspel
|  | Kvartsfinaler | Kvartsfinaler |             |     | Semifinaler  | Semifinaler |            |            | Final       | Final |
|  | 0             | 0             | 0           | 0   | 0            | 0           | 0          | 0          | 0           | 0     |
|  |               |               | 0           | 0   |              |             | 0          | 0          |             |       |
|  |               |               | 0           | 0   |              |             | 0          | 0          |             |       |
|  | 0 Australien  | 076           | 0           | 0   |              |             | 0          | 0          |             |       |
|  | 0 Australien  | 076           | 0           | 0   |              |             | 0          | 0          |             |       |
|  | 0 Polen       | 048           | 0           | 0   |              |             | 0          | 0          |             |       |
|  | 0 Polen       | 048           | 0           | 0   | 0 Australien | 064         | 0          | 0          |             |       |
|  |               |               | 0           | 0   | 0 Australien | 064         | 0          | 0          |             |       |
|  | 0             | 0 Brasilien   | 0           | 052 | 0            |             |            | 0          |             |       |
|  | 0             | 0 Brasilien   | 0           | 052 | 0            | 0 Ryssland  | 067        | 0          |             |       |
|  | 0             |               |             |     |              | 0 Ryssland  | 067        | 0          |             |       |
|  | 0             | 0 Brasilien   | 068         | 0   |              |             |            | 0          |             |       |
|  | 0             | 0 Brasilien   | 068         | 0   | 0 Australien | 054         |            | 0          |             |       |
|  | 0             |               |             | 0   | 0 Australien | 054         |            | 0          |             |       |
|  | 0             | 0             | 0 USA       | 0   | 076          |             |            |            |             |       |
|  | 0             | 0             | 0 USA       | 0   | 076          | 0 Frankrike | 058        |            |             |       |
|  | 0             | 0             |             |     |              |             | 058        |            |             |       |
|  | 0             | 0             | 0 Sydkorea  | 069 | 0            |             |            |            |             |       |
|  | 0             | 0             | 0 Sydkorea  | 069 | 0            | 0 Sydkorea  | 065        | Bronsmatch | Bronsmatch  |       |
|  | 0             | 0             |             |     | 0            | 0 Sydkorea  | 065        | Bronsmatch | Bronsmatch  |       |
|  | 0             | 0             | 0 USA       | 078 | 0            | 0           |            |            |             |       |
|  | 0             | 0             | 0 USA       | 078 | 0            | 0           | 0 USA      | 058        | 0 Brasilien | 084   |
|  | 0             | 0             |             |     | 0            | 0           | 0 USA      | 058        | 0 Brasilien | 084   |
|  | 0             | 0             | 0 Slovakien | 043 | 0            | 0           | 0 Sydkorea | 073        |             |       |
|  | 0             | 0             | 0 Slovakien | 043 | 0            | 0           | 0 Sydkorea | 073        |             |       |
|  |               |               |             |     |              |             |            |            |             |       |
|  |               |               |             |     |              |             |            |            |             |       |

## Brottning
Bantamvikt, fristil
- Andrej Fašánek

Fjädervikt, fristil
- Štefan Fernyák

Weltervikt, fristil
- Radion Kertanti

Tungvikt, fristil
- Milan Mazáč

Supertungvikt, fristil
- Peter Pecha

## Cykling

### Landsväg
Herrarnas linjelopp
- Milan Dvorščík
  - Final — 5:51:53 (87:e plats)
- Martin Riška
  - Final — 5:52:47 (90:e plats)
- Roman Broniš
  - Final — DNF
- Róbert Nagy
  - Final — DNF

### Bana
Herrarnas sprint
- Jan Lepka
  - Kval — 10.530
  - Återkval — 2:a plats — Heat 1
  - Första omgången — Förlorade mot Darryn Hill från Australien

Herrarnas keirin
- Jaroslav Jeřábek
  - Första omgången — Heat — 1; Plats — 5
  - Återkval — Heat — 3; Plats — DNF (gick inte vidare)

Herrarnas lagsprint
- Peter Bazálik, Jan Lepka, Jaroslav Jeřábek
  - Kval — 45.659
  - Andra omgången — 45.523 (gick inte vidare)

## Fotboll
Herrar
| Nr          | Namn              | Födelsedatum     | Klubb                |
| Målvakter   | Målvakter         | Målvakter        | Målvakter            |
| ----------- | ----------------- | ---------------- | -------------------- |
| 1           | Kamil Čontofalský | 3 juni 1978      | Bohemians 1905       |
| 18          | Martin Lipčák     | 22 december 1975 | Ozeta Dukla Trenčín  |
| 22          | Ján Mucha         | 20 juni 1978     | FC Nitra             |
| Försvarare  |                   |                  |                      |
| 2           | Marián Čišovský   | 2 november 1979  | FK Inter Bratislava  |
| 4           | Peter Hlinka      | 5 december 1978  | FC Tatran Prešov     |
| 5           | Peter Lérant      | 30 januari 1977  | Bayer Leverkusen     |
| 6           | Miloš Krško       | 23 oktober 1979  | Ozeta Dukla Trenčín  |
| 12          | Martin Petráš     | 2 november 1979  | FK Jablonec 97       |
| 14          | Andrej Šupka      | 22 januari 1979  | MFK Dubnica          |
| Mittfältare |                   |                  |                      |
| 3           | Miroslav Drobňák  | 29 maj 1977      | FC Tatran Prešov     |
| 7           | Karol Kisel       | 15 mars 1977     | Bohemians 1905       |
| 8           | Michal Pančík     | 17 december 1971 | ŠK Slovan Bratislava |
| 9           | Juraj Czinege     | 29 oktober 1977  | FK Inter Bratislava  |
| 10          | Miroslav Barčík   | 26 maj 1978      | MŠK Žilina           |
| 15          | Marek Mintál      | 2 september 1977 | MŠK Žilina           |
| 16          | Radoslav Kráľ     | 20 februari 1974 | FC Košice            |
| Anfallare   |                   |                  |                      |
| 11          | Ján Šlahor        | 16 maj 1977      | ŠK Slovan Bratislava |
| 13          | Martin Vyskoč     | 10 juni 1977     | MFK Ružomberok       |
| 17          | Andrej Porázik    | 27 juni 1977     | Ozeta Dukla Trenčín  |

Gruppspel
| Lag       | S | V | O | F | GM | IM | MS | P |
| --------- | - | - | - | - | -- | -- | -- | - |
| Brasilien | 3 | 2 | 0 | 1 | 5  | 4  | +1 | 6 |
| Japan     | 3 | 2 | 0 | 1 | 4  | 3  | +1 | 6 |
| Sydafrika | 3 | 1 | 0 | 2 | 5  | 5  | 0  | 3 |
| Slovakien | 3 | 1 | 0 | 2 | 4  | 6  | −2 | 3 |

## Friidrott
Herrarnas 200 meter
- Marián Vanderka
  - Omgång 1 — 21.28 (gick inte vidare)

Herrarnas 400 meter
- Štefan Balošák
  - Omgång 1 — 46.42 (gick inte vidare)

Herrarnas 110 meter häck
- Igor Kováč
  - Omgång 1 — DNS (gick inte vidare)

Herrarnas 400 meter häck
- Radoslav Holúbek
  - Omgång 1 — 51.18 (gick inte vidare)

Herrarnas 4 x 400 meter stafett
- Štefan Balošák, Radoslav Holúbek, Marcel Lopuchovský, Marián Vanderka
  - Omgång 1 — 03:09.54 (gick inte vidare)

Herrarnas kulstötning
- Mikuláš Konopka
  - Kval — 18.99 (gick inte vidare)
- Milan Haborák
  - Kval — 20.00
  - Final — 19.06 (11:e plats)

Herrarnas spjutkastning
- Marián Bokor
  - Kval — 75.49 (gick inte vidare)

Herrarnas släggkastning
- Libor Charfreitag
  - Kval — 72.52 (gick inte vidare)
- Miloslav Konopka
  - Kval — 70.55 (gick inte vidare)

Herrarnas 20 kilometer gång
- Igor Kollár
  - Final — 1:26:31 (31:e plats)
- Róbert Valíček
  - Final — 1:30:46 (41:e plats)

Herrarnas 50 kilometer gång
- Peter Korčok
  - Final — 3:58:46 (23:e plats)
- Štefan Malík
  - Final — 3:56:44 (20:e plats)
- Peter Tichý
  - Final — 3:54:47 (17:e plats)

Herrarnas maraton
- Róbert Štefko
  - Final — DNF

Herrarnas 20 kilometer gång
- Zuzana Blažeková
  - Final — 1:44:03 (43:e plats)

## Gymnastik
- Zuzana Sekerová

## Judo
Herrarnas extra lättvikt (-60 kg)
- Marek Matuszek

## Kanotsport
Sprint
Herrar
Herrarnas K-1 500 m
- Róbert Erban
  - Kvalheat — 01:43,109
  - Semifinal — 01:42,300 (gick inte vidare)

Herrarnas K-1 1000 m
- Rastislav Kužel
  - Kvalheat — 03:38,893
  - Semifinal — 03:43,203 (gick inte vidare)

Herrarnas K-2 500 m
- Juraj Bača, Michal Riszdorfer
  - Kvalheat — 01:32,026
  - Semifinal — 01:31,484 (gick inte vidare)

Herrarnas K-2 1000 m
- Juraj Bača, Michal Riszdorfer
  - Kvalheat — 03:16,854
  - Semifinal — Bye
  - Final — 03:18,325 (6:e plats)

Herrarnas K-4 1000 m
- Róbert Erban, Richard Riszdorfer, Juraj Tarr, Erik Vlček
  - Kvalheat — 03:00,955
  - Semifinal — Bye
  - Final — 02:57,696 (4:e plats)

Herrarnas C-1 500 m
- Slavomír Kňazovický
  - Kvalheat — 01:52,146
  - Semifinal — Bye
  - Final — 02:29,613 (5:e plats)

Herrarnas C-1 1000 m
- Peter Páleš
  - Kvalheat — 03:58,036
  - Semifinal — Bye
  - Final — 04:03,091 (9:e plats)

Herrarnas C-2 500 m
- Jan Kubica, Mario Ostrcil
  - Kvalheat — 01:47,934
  - Semifinal — 01:48,749 (gick inte vidare)

Herrarnas C-2 1000 m
- Jan Kubica, Mario Ostrcil
  - Kvalheat — 03:40,865
  - Semifinal — 03:45,636 (gick inte vidare)

Damer
Damernas K-1 500 m
- Marcela Erbanova
  - Kvalheat — 01:55,782
  - Semifinal — 01:58,472 (gick inte vidare)

Slalom
Herrar
Herrarnas K-1 slalom
- Peter Nagy
  - Kval — 262,16
  - Final — 234,03 (12:e plats)

Herrarnas C-1 slalom
- Michal Martikán
  - Kval — 262,69
  - Final — 233,76 (Silver)
- Juraj Minčík
  - Kval — 267,16
  - Final — 234,22 (Brons)

Herrarnas C-2 slalom
- Peter Hochschorner, Pavol Hochschorner
  - Kval — 269,13
  - Final — 237,74 (Guld)

Damer
Damernas K-1 slalom
- Elena Kaliská
  - Kval — 284,90
  - Final — 255,95 (4:e plats)
- Gabriela Stacherová
  - Kval — 294,93
  - Final — 268,63 (11:e plats)

## Rodd
Herrarnas singelsculler
- Ján Žiška

## Segling
Mistral
- Patrik Pollák
  - Lopp 1 — 11
  - Lopp 2 — 20
  - Lopp 3 — (27)
  - Lopp 4 — 26
  - Lopp 5 — 17
  - Lopp 6 — 24
  - Lopp 7 — 25
  - Lopp 8 — 27
  - Lopp 9 — 21
  - Lopp 10 — 17
  - Lopp 11 — (30)
  - Final — 188 (26:e plats)

## Tennis
Herrar
- Dominik Hrbatý
- Karol Kučera

Damer
- Karina Habšudová
- Janette Husárová
- Henrieta Nagyová